# Backa Lillgård
Backa Lillgård är en före detta kaplansboställe i Sjundeå församling, Finland och det nuvarande bostället för Sjundeå svenska församlings kyrkoherde. Gården ligger i byn Backa tillsammans med Backa Storgård och Hakala frälsetorp. Backa Lillgård ägs av Sjundeå kyrkliga samfällighet.

## Historia

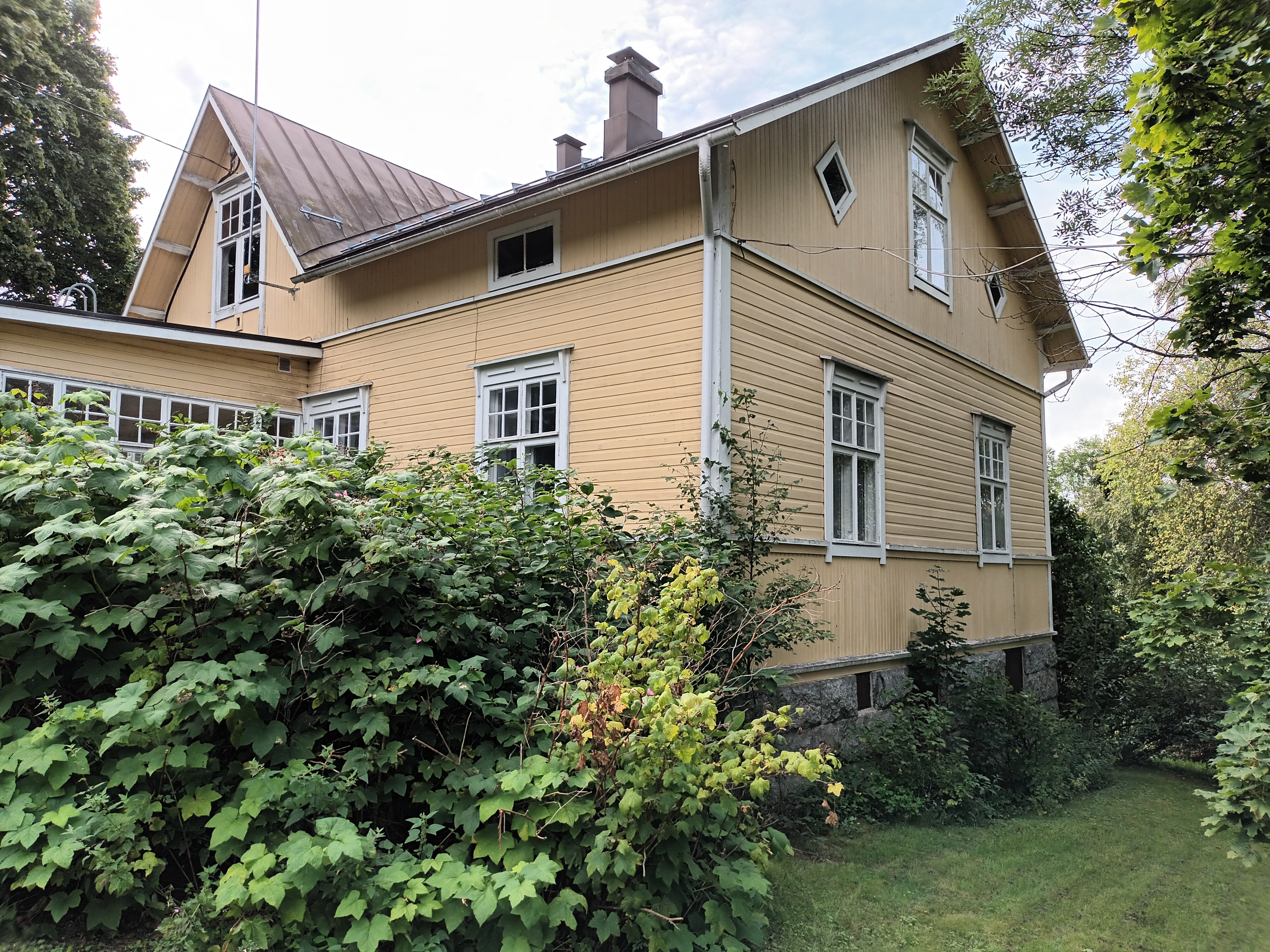
Backa Lillgård

Hemmanet var öde under än längre  tidsperiod fram till 1500-talets sista år. År 1600 började Backa Lillgård brukas av Sjundeå församlings kyrkoherde Martinus Eschilli som köpt gården. År 1604 firade Eschillis dotter bröllop med kaplanen Johannes Martini Forsius och i samband med detta skänkte kyrkoherden hemmanet åt sin nya måg. Då gåvobrevet uppsattes var bland annat Sigrid Vasa närvarande som vittne. Forsius bodde på Backa Lillgård fram till  1618 när han blev en ny kyrkoherde i  församlingen och flyttade till Sjundeå prästgård. Hemmanet blev då öde och  fungerade sedan som bland annat  båtsmanshemman.
År 1681 reducerades Backa Lillgård till  grevskapsdonation. Sjundeå församling var utan kaplansboställe men den 18 januari 1684 meddelade kung Karl XI i brev att han skänker Backa Lillgård till boställe till församlingens kaplan. Sedan dess har Backa Lillgård fungerat som först kaplans, och senare kyrkoherdens, boställe.